# USAC National Championship
USAC National Championship Trail, tidigare AAA National Championship Trail, var en racingserie som inkluderade Indianapolis 500 och olika typer av lopp med formelbilar i USA i olika omgångar mellan 1905 och 1995. 
Loppen kördes inledningsvis på kortare ovaler, ofta använda till galopptävlingar, men efter hand blev banorna specialbyggda ovaler eller tävlingsbanor på asfalt. Den officiella titeln försvann efter att Indy Racing League startats, och övertagit sanktionsrättigheterna till Indianapolis 500 från och med 1996.

## Säsonger och mästare
| Säsong  | Mästare            |
| ------- | ------------------ |
| 1905    | Barney Oldfield    |
| 1909    | George Robertson   |
| 1910    | Ray Harroun        |
| 1911    | Ralph Mulford      |
| 1912    | Ralph DePalma      |
| 1913    | Earl Cooper        |
| 1914    | Ralph DePalma      |
| 1915    | Earl Cooper        |
| 1916    | Dario Resta        |
| 1917    | Earl Cooper        |
| 1918    | Ralph Mulford      |
| 1919    | Howdy Wilcox       |
| 1920    | Gaston Chevrolet   |
| 1921    | Tommy Milton       |
| 1922    | Jimmy Murphy       |
| 1923    | Eddie Hearne       |
| 1924    | Jimmy Murphy       |
| 1925    | Peter DePaolo      |
| 1926    | Harry Hartz        |
| 1927    | Peter DePaolo      |
| 1928    | Louis Meyer        |
| 1929    | Louis Meyer        |
| 1930    | Billy Arnold       |
| 1931    | Louis Schneider    |
| 1932    | Bob Carey          |
| 1933    | Louis Meyer        |
| 1934    | Bill Cummings      |
| 1935    | Kelly Petillo      |
| 1936    | Mauri Rose         |
| 1937    | Wilbur Shaw        |
| 1938    | Floyd Roberts      |
| 1939    | Wilbur Shaw        |
| 1940    | Rex Mays           |
| 1941    | Rex Mays           |
| 1946    | Ted Horn           |
| 1947    | Ted Horn           |
| 1948    | Ted Horn           |
| 1949    | Johnnie Parsons    |
| 1950    | Henry Banks        |
| 1951    | Tony Bettenhausen  |
| 1952    | Chuck Stevenson    |
| 1953    | Sam Hanks          |
| 1954    | Jimmy Bryan        |
| 1955    | Bob Sweikert       |
| 1956    | Jimmy Bryan        |
| 1957    | Jimmy Bryan        |
| 1958    | Tony Bettenhausen  |
| 1959    | Rodger Ward        |
| 1960    | A.J. Foyt          |
| 1961    | A.J. Foyt          |
| 1962    | Rodger Ward        |
| 1963    | A.J. Foyt          |
| 1964    | A.J. Foyt          |
| 1965    | Mario Andretti     |
| 1966    | Mario Andretti     |
| 1967    | A.J. Foyt          |
| 1968    | Bobby Unser        |
| 1969    | Mario Andretti     |
| 1970    | Al Unser           |
| 1971    | Joe Leonard        |
| 1972    | Joe Leonard        |
| 1973    | Roger McKluskey    |
| 1974    | Bobby Unser        |
| 1975    | A.J. Foyt          |
| 1976    | Gordon Johncock    |
| 1977    | Tom Sneva          |
| 1978    | Tom Sneva          |
| 1979    | A.J. Foyt          |
| 1980    | Johnny Rutherford  |
| 1981/82 | George Snider      |
| 1982/83 | Tom Sneva          |
| 1983/84 | Rick Mears         |
| 1985    | Danny Sullivan     |
| 1986    | Bobby Rahal        |
| 1987    | Al Unser           |
| 1988    | Rick Mears         |
| 1989    | Emerson Fittipaldi |
| 1990    | Arie Luyendyk      |
| 1991    | Rick Mears         |
| 1992    | Al Unser Jr.       |
| 1993    | Emerson Fittipaldi |
| 1994    | Al Unser Jr.       |
| 1995    | Jacques Villeneuve |